# Gmina Adamów (Powiat Zamojski)
Die Gmina Adamów ist eine Landgemeinde im Powiat Zamojski der Woiwodschaft Lublin in Polen.

## Geographie
Das namensgebende Dorf liebt etwa 15 km südwestlich von Zamość und 80 km südöstlich von Lublin. Die Gemeinde hat eine Flächenausdehnung von 110,7 km².  57 % der Fläche werden von landwirtschaftlichen Flächen genutzt, Waldflächen nehmen dabei  39 % der Fläche ein.

## Geschichte
Auf dem Gebiet befindet sich ein großer Park aus dem achtzehnten und neunzehnten Jahrhundert mit hölzernen Herrenhäusern sowie einer historischen Kapelle aus dem neunzehnten Jahrhundert.
Während des Zweiten Weltkriegs war die Kommune von Adamów ein Gebiet sehr lebhafter Partisanenaktivitäten. Bondyrz wurde dreimal von den Deutschen befriedet und vertrieben und verfügt heute über ein einzigartiges Museum der Geschichte der World Association of Home Army Soldiers.
Der bewaffnete Aufstand fand am 30. Dezember 1942 in der Stadt Wojda statt. Dieses Datum galt als Beginn des Zamość-Aufstandes, der bis zum 25. Juli 1944 andauerte.

## Gliederung
Zur Landgemeinde Adamów gehören folgende Ortschaften mit einem Schulzenamt:
Bliżów
Bondyrz
Boża Wola
Bródki
Czarnowoda
Feliksówka
Grabnik
Jacnia
Malinówka
Potoczek
Rachodoszcze
Suchowola
Suchowola-Kolonia
Szewnia Dolna
Szewnia Górna
Trzepieciny